# GAZ-53
GAZ-53 er en sovjetisk lastbil produceret af fabrikken GAZ.
Den blev produceret mellem oktober 1961 og 1993. I lyset af dens lange produktionsperiode er den stadig et almindeligt syn i Østeuropa, almindeligvis malet lyseblå med en hvid front. Fra 1967 til 1993 har den også været produceret i Bulgarien af KTA Madara.
Lastbilen er tredje generation af modellen fra GAZ. Den er 6,3 meter lang, 2,2 meter bred og 2,2 meter høj og har en vægt på 3,5 ton (7,9 ton fuldt lastet). GAZ-53 har en 4254 kubikcentimeter V8 ZMZ-53 motor, der kan producere 115 hestekræfter og give en tophastighed på 80 km/t.
Den har været produceret i nogle varianter, så som GAZ-53A 4-ton og GAZ-53F der bruger motoren fra den tidligere model GAZ-51.
GAZ-53 har været eksporteret til:
- Polen
- Tjekkoslovakiet
- DDR
- Rumænien
- Ungarn
- Jugoslavien
- Finland
- Cuba
- Mongoliet
- Vietnam